# Jean Mathonet
Jean Mathonet (ur. 6 września 1925 w Bévercé  – zm. 22 października 2004 w Malmedy) – belgijski piłkarz grający na pozycji napastnika. Był reprezentantem Belgii.

## Kariera klubowa
Całą swoją karierę piłkarską Mathonet spędził w klubie Standard Liège. Zadebiutował w nim w 1945 roku w pierwszej lidze belgijskiej i grał w nim do końca sezonu 1959/1960. Wraz ze Standardem wywalczył mistrzostwo Belgii w sezonie 1957/1958 oraz zdobył Puchar Belgii w sezonie 1953/1954. W sezonie 1955/1956 strzelając 26 goli został królem strzelców belgijskiej ligi.
| Sezon   | Klub           | Kraj   | Rozgrywki          | Mecze | Gole |
| ------- | -------------- | ------ | ------------------ | ----- | ---- |
| 1945/46 | Standard Liège | Belgia | Division d'Honneur | 12    | 6    |
| 1946/47 | Standard Liège | Belgia | Division d'Honneur | 21    | 9    |
| 1947/48 | Standard Liège | Belgia | Division d'Honneur | 19    | 2    |
| 1948/49 | Standard Liège | Belgia | Division d'Honneur | 30    | 7    |
| 1949/50 | Standard Liège | Belgia | Division d'Honneur | 24    | 13   |
| 1950/51 | Standard Liège | Belgia | Division d'Honneur | 29    | 20   |
| 1951/52 | Standard Liège | Belgia | Division d'Honneur | 29    | 10   |
| 1952/53 | Standard Liège | Belgia | Division 1         | 28    | 8    |
| 1953/54 | Standard Liège | Belgia | Division 1         | 23    | 7    |
| 1954/55 | Standard Liège | Belgia | Division 1         | 30    | 11   |
| 1955/56 | Standard Liège | Belgia | Division 1         | 27    | 26   |
| 1956/57 | Standard Liège | Belgia | Division 1         | 30    | 6    |
| 1957/58 | Standard Liège | Belgia | Division 1         | 29    | 7    |
| 1958/59 | Standard Liège | Belgia | Division 1         | 19    | 7    |
| 1959/60 | Standard Liège | Belgia | Division 1         | 9     | 1    |

## Kariera reprezentacyjna
W reprezentacji Belgii Mathonet zadebiutował 25 grudnia 1952 roku w wygranym 1:0 towarzyskim meczu z Francją, rozegranym w Colombes. W kadrze Belgii grał w eliminacjach do MŚ 1958. Od 1952 do 1958 roku rozegrał 13 meczów w kadrze narodowej.